# Низамов, Раис Гильмутдинович
Раи́с Гильмутди́нович Низа́мов (баш. Низамов Рәйес Ғилметдин улы) (1 июля 1932, деревня Ташлы, Альшеевский район , БАССР, РСФСР, СССР—16 августа 1978, там же) — башкирский советский писатель.

## Биография
Родился 1 июля 1932 года в деревне Ташлы , Альшеевского района БАССР РСФСР СССР.
В 1957 году окончил Литературный институт имени М. Горького в Москве.
С 1964 года — член Союза писателей БАССР.
С 1957 года сотрудничал с газетой «Советская Башкирия», с 1966 года — с журналом «Пионер»; с 1968 года — заместитель главного редактора, а с 1974-го — главный редактор журнала «Агидель»; одновременно с этим стал председателем правления Союза писателей БАССР.

## Творчество
Произведения Низамова написаны на башкирском языке (все произведения переведены на русский) в жанре повести, большинство из которых посвящены Великой Отечественной войне:
- Низамов, Р. Г. Һалдат улы. — 1959 (Низамов, Р. Г. Сын солдата. — 1959);
- Низамов, Р. Г. Ят кешеләр. — 1967 (Низамов, Р. Г. Родные люди. — 1974);
- Низамов, Р. Г. Атай эҙенән. — 1977 (Низамов, Р. Г. По следам отца. — 1977).

Кроме произведений о войне, написал повести:
- Низамов, Р. Г. Мәрйәм. — 1964 (Низамов, Р. Г. Марьям. — 1964);
- Низамов, Р. Г. Икмәк тәме. — 1971 (Низамов, Р. Г. Вкус хлеба. — 1971);
- Низамов, Р. Г. Параход тауыштары. — Өфө, 1980 и другие.

Также является автором:
- Низамов, Р. Г. Собственный корреспондент : повести и рассказы. — М., 1974.

## Награды
- Премия имени Г. Саляма[1] (за повесть «Атай эҙенән» — «По следам отца»[2]).

## Память
В Уфе, в доме, где проживал Низамов, в честь него установлена мемориальная доска.